# Habitantes de la Noche
Habitantes de la Noche fue un programa de radio colombiano emitido desde las 22:00 a 2:00 horas, presentado y dirigido por 
Antonio Ibañez, del cual fue el abanderado de la colonización de nuevos programas en radio desde 1982 hasta 2010, año en que fallece su presentador.

## Historia
Creado por el propio Ibáñez en 1982, gracias a la insinuación de Jaime Alvear González, fue dirigido primeramente por Antonio Pardo García. Al trasladarse a Todelar, Ibáñez asumió la conducción del programa hasta su extinción.
Es un programa que presenta hechos del acontecer actual con un contexto por el cual ha entrevistado a diferentes personalidades de cada campo del saber. En su permanencia con Todelar, es interrumpido cada hora por el boletín de noticias Punto 55. Al deteriorarse la salud del presentador-director, fue disminuyendo su horario de cierre a las 0:00 horas.